# Stone cold
"stone cold" er FictionJunctions tredje single. Titelmelodien er sunget af Kaori Oda, Keiko Kubota, Wakana Ootaki og Yuriko Kaida blev i forkortet udgave anvendt som åbningssang i anima-filmen Sacred Seven. Pladens anden sang, "Hitorigoto", blev sunget af Kaori Oda og Keiko Kubota.
"stone cold" er en sang i eksprestogstempo fra start til slut, med en enkelt melodigang men til gengæld en sangtekst, der veksler mellem hovedsangerinde (Kaori) og kor og samtidig mellem japansk (solosang) og engelsksprogede kor. Rytmeboksen og synthesizeren kører i højeste gear, hvilket ikke forhindrer, at der er indlagt dels et kortere, næsten rent vokalparti med Wakanas klare, lyse stemme i forgrunden dels en passage, hvor el-guitaren får lov at udfolde sig. Det er kort sagt en sang ladet med energi, hvis melodi er let at huske. 
Komponisten Yuki Kajiura har i et interview i forbindelse med udgivelsen oplyst, at hun havde Kaori i tankerne, som den, der bedst evnede at formidle sangens tempofyldte karakter, mens Keiko i forhold hertil med sin dybere stemme formår at skabe stemmemæssige harmonier. Derimod kunne Wakana bedst formidle de højere stemmepartier, hun synger "til himlene", mens endelig (Yuriko) Kaida bedst formidler de højeste stemmepartier. Det er således denne, sangerindernes stemmekombination, der gør, at hendes (Yukis) sange musikalsk altid lykkes.

## Numre
| 1. | "stone cold"                           | Yuki Kajiura | Sacred Seven åbningstema | 5:58 |
| 2. | "Hitorigoto (ひとりごと, "Monologue")" | Yuki Kajiura |                          | 5:14 |
| 3. | "stone cold -Instrumental-"            | Yuki Kajiura |                          | 6:00 |
| 4. | "Hitorigoto -Instrumental-"            | Yuki Kajiura |                          | 5:11 |

## Hitlisteplaceringer
| Hitliste              | Bedste placering | Salg   | Tid på listen |
| --------------------- | ---------------- | ------ | ------------- |
| Oricon Weekly Singles | 16               | 12.444 | 7 uger        |